# Блейд 2
„Блейд 2“ (на английски: Blade II) e американски филм от 2002 г. за едноименния герой на Марвел Комикс. Режисьор е Гийермо дел Торо, а сценарият е написан от Дейвид Гойър.

## Актьорски състав
- Уесли Снайпс – Ерик Брукс / Блейд
- Крис Кристофърсън – Ейбрахам Уистлър
- Рон Пърлман – Рейнхарт
- Леонор Варела – Ниса Дамаскинос
- Норман Рийдъс – Джош / Скъд
- Томас Кречман – Илай Дамаскинос
- Люк Гос – Джаред Номак
- Мат Шулц – Чупа
- Дани Джон-Джулс – Асад
- Дони Йен – Snowman
- Карел Роден – Карел Кунен
- Марит Вел Кайл – Верлейн

## Награди и номинации
| Награда | Категория            | Номиниран(и)         | Резултат  |
| ------- | -------------------- | -------------------- | --------- |
| Сатурн  | Най-добър хорър филм | Най-добър хорър филм | номинация |
| Сатурн  | Най-добър грим       | Най-добър грим       | номинация |

## В България
На 16 май 2020 Би Ти Ви излъчи филма с български дублаж за телевизията. Екипът се състои от:
| Озвучаващи артисти  | Гергана Стоянова Елена Русалиева Иван Велчев Петър Бонев Станислав Димитров |
| Преводач            | Вилма Карталска                                                             |
| Тонрежисьор         | Емил Енев                                                                   |
| Режисьор на дублажа | Добрин Добрев                                                               |

## Филми от поредицата за „Блейд“
Поредицата „Блейд“ включва 3 филма:
- „Блейд“ (1998)
- „Блейд 2“ (2002)
- „Блейд: Троица“ (2004)